# Kisadorján
Kisadorján (románul Adrianu Mic) falu Romániában, Maros megyében. Közigazgatásilag Nyárádgálfalva községhez tartozik.

## Fekvése
A falu Nyárádszeredától 5 km-re délre helyezkedik el.

## Története
Első írásos említése 1567-ből származik. 1910-ben 146 magyar lakosa volt.